# Kyle McAllister
Kyle McAllister (* 21. Januar 1999 in Paisley) ist ein schottischer Fußballspieler, der beim FC St. Mirren unter Vertrag steht.

## Karriere

### Verein
Kyle McAllister spielte seit seiner Jugend für den FC St. Mirren in seiner Geburtsstadt Paisley. Am 13. Februar 2016 absolvierte er im Alter von 17 Jahren sein erstes Spiel für die Profimannschaft der Saints im Zweitligaspiel gegen Queen of the South. In der restlichen Saison 2015/16 absolvierte er drei weitere Ligaspiele gegen Dumbarton, den Glasgow Rangers und Raith Rovers. Nachdem er in der Spielzeit darauf zehnmal in der Liga zum Einsatz gekommen war, wechselte der 18-Jährige McAllister im Januar 2017 zum englischen Zweitligisten Derby County. Nachdem er dort nicht zum Einsatz gekommen war, wurde er im Januar 2019 für den Rest der Saison 2018/19 an seinen Heimatverein verliehen. Danach wurde er von seinem früheren Jugendverein für drei Jahre unter Vertrag genommen.

### Nationalmannschaft
Kyle McAllister absolvierte zwischen 2015 und 2016 insgesamt neun Länderspiele für die Schottische U-17-Nationalmannschaft. Mit der Mannschaft nahm er 2016 an der Europameisterschaft dieser Altersklasse in Aserbaidschan teil. Im März 2019 debütierte McAllister in der U-21 gegen Mexiko.